# Eslàlom (esquí)
L' eslàlom, és una disciplina d'esquí alpí i surf de neu alpí, que consisteix a esquiar entre pals o portes. Aquests estan més separats que els de l'eslàlom gegant, l'eslàlom súper gegant i el descens la qual cosa requereix girs més ràpids i curts. En l'àmbit internacional, l'esport es disputa als Campionats del Món d'esquí alpí de la FIS i als Jocs Olímpics d'Hivern.

## Eslàlom o eslàlom especial
Aquesta és una cursa en què cal que els esquiadors passin per una sèrie de portes molt estretes (pals articulats), disposats en una pista que inclogui arcs corbats ajustats. La velocitat màxima aconseguida és d'uns 35 km / h. Juntament amb l'eslàlom gegant, forma part de les disciplines tècniques de l'esquí alpí, a diferència de les disciplines de velocitat (costa avall i supergegant).
En aquesta categoria el recorregut és més curt que en totes les altres, però el nombre de portes és més gran (entre 55 i 75) i la distància entre elles entre 75 cm i 15 metres, sent aquestes portes un simple pal, en comptes de dos pals com en les altres modalitats. Aquesta disciplina necessita una habilitat més gran, ja que els girs són més tancats i complicats que en les altres, en les que la velocitat és molt més gran, en ser girs més oberts. El guanyador es decideix fent dues mànegues amb diferents traçats i guanya aquell en què la suma dels dos temps sigui menor.

### Equipament
Les corbes en eslàlom són molt petites, per això els esquiadors, per fer menys recorregut i anar més ràpid, toquen els pals que formen les portes. Per protegir-se de les portes els esquiadors porten proteccions a les canyelleres, en els pals i en el casc. En els anys 80 i 90 els esquiadors utilitzaven esquís amb longituds entre 203 cm i 207 cm. L'aparició dels esquís "carving" va revolucionar les mesures d'aquests així com l'estil utilitzat pels esquiadors que podien millorar els seus temps fins a tres segons per baixada. Les mesures reglamentàries actuals són 165 cm per a homes i 155 cm per a dones. Aquest canvi es va realitzar a la temporada 2002.

## Eslàlom gegant
Reduint les distàncies entre portes a una distància mínima de 5 metres i amb menys portes que l'eslàlom -s'exigeix un mínim de 30 portes- el traçat requereix girs més tancats que les proves de velocitat. Es realitzen dos descensos per recorreguts amb diferents traçats durant el mateix dia. El guanyador és aquell en què la suma dels dos temps sigui menor.

### Equipament
La invenció dels esquís "carving" va escurçar molt les mesures dels esquís de Gegant. Per incrementar la seguretat, a la temporada 2003-2004 la FIS va incrementar el radi de gir fins als 21 metres i va establir que la mesura mínima dels esquís havien de ser de 185 cm per a homes i 180 cm per a dones. No obstant això, per a la temporada 2007-2008 s'ha aprovat l'augment del radi de gir fins als 27 metres per a homes i 23 per a dones.

## Història
El terme eslàlom prové del dialecte Morgedal / Seljord de la paraula noruega "slalåm": "sla", que significa "vessant lleugerament inclinat", i "låm", que significa "pista després dels esquís". Els inventors de l'esquí modern classificaven les seves pistes segons la seva dificultat. Slalåm era un sender utilitzat a Telemark per nens i nenes que encara no podien provar-se en les carreres més difícils. Ufsilåm era un sender amb un obstacle (ufse) com un salt, una tanca, gir difícil, un congost, un penya-segat (sovint de més de 10 metres d'alçada) i molt més. Uvyrdslåm era un sender amb diversos obstacles. Una competició de baixada militar noruega el 1767 va incloure curses de baixada entre arbres "sense caure ni trencar els esquís". Sondre Norheim i altres esquiadors de Telemark van practicar uvyrdslåm o "baixada irrespectuosa / temerària" on feien curses de baixada en terrenys difícils i sense provar (és a dir, fora de pista). La "cursa d'esquí" de 1866 a Oslo va ser una competició combinada de fons, salts i eslàlom.A l'eslàlom els participants van poder utilitzar bastons per frenar i dirigir, i se'ls va donar punts per l'estil. A finals del 1800, els esquiadors noruecs participaven en totes les disciplines (salt, eslàlom i fons) sovint amb el mateix parell d'esquís. L'eslàlom i les variants d'eslàlom sovint es coneixien com a curses de muntanya. Al voltant de 1900 les curses de muntanya s'abandonen als campionats d'Oslo a Huseby i Holmenkollen. El desenvolupament de Mathias Zdarsky de l'enllaç de Lilienfeld va ajudar a convertir les curses de muntanya en una especialitat de la regió dels Alps.
Les regles per a l'eslàlom modern van ser desenvolupades per Arnold Lunn el 1922 per als Campionats Nacionals d'Esquí Britànics, i adoptades per a l'esquí alpí als Jocs Olímpics d'hivern de 1936. Sota aquestes regles, les portes estaven marcades per parelles de banderes en lloc d'unes, estaven disposades de manera que els corredors haguessin d'utilitzar una varietat de longituds de torn per negociar-les. La puntuació es basava només en el temps, en lloc de tant en temps com en estil.